# 풍운아 (1926년 영화)

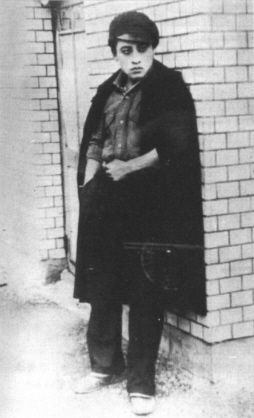
풍운아에서 나운규 (1926년)

《풍운아》는 1926년의 나운규 각본·감독의 흑백 무성영화이다. 1926년 12월 조선극장에서 시연되었다.

## 줄거리
니콜라이 박(朴)이라는 정체불명의 사나이가 외국에서 돌아와 불우한 친우들을 돕고 살아간다. 그때 친구의 애인을 가로채어 파렴치하게 살고 있는 갑부가 그 고장에 있었다. 니콜라이 박은 아편 밀수단의 청부를 받고 거액의 돈을 마련하여 친구의 애인을 마(魔)의 손길에서 구해준다. 그리고는 표연히 방랑의 길을 떠나간다.

## 개요
조선키네마사 제작, 이 영화에서도 나운규는 각본·감독·주연·편집 등 1인 4역을 담당, 전능적인 영화인임을 과시했는데, 작품의 성격은 <아리랑>에 이어 '방랑하는 넋'의 사나이, 즉 니콜라이 박이라는 청년을 부각시키고 있다. 나운규 스스로가 만주의 북간도에서 부산까지 오르내리는 방랑벽을 타고났기에 니콜라이 박의 실체는 더욱 생동감이 있다. 물론 권선징악의 소재를 탈피하지는 못했으나, 풍운(風雲) 속에 사는 한 사나이의 굵직한 삶을 스크린 이미지로 적나라하게 묘사한 작품이었다.

## 출연
- 나운규
- 김정숙
- 임운학
- 주인규
- 남궁응
- 주삼순
- 이경선
- 홍명선

## 같이 보기
- 일제강점기
- 한국 영화

## 참고 문헌
- 김갑의 (2001). 《춘사나운규전집: 그생애와예술》. Chimmundang, Seoul.
- “A Soldier of Fortune (Pung-un-a)”. 《The Korean Film Archive (KOFA)》 (영어). 2007년 9월 27일에 원본 문서에서 보존된 문서. 2007년 5월 4일에 확인함. |work=에 외부 링크가 있음 (도움말)